# Dominic Vittet
 (octobre 2017).
Si vous disposez d'ouvrages ou d'articles de référence ou si vous connaissez des sites web de qualité traitant du thème abordé ici, merci de compléter l'article en donnant les références utiles à sa vérifiabilité et en les liant à la section « Notes et références ».
Pour les articles homonymes, voir Vittet.
Dominic Vittet, dit "Mino", est un navigateur français né le 31 décembre 1957 à Paris.

## Biographie
À partir de 1981, il navigue sur multicoques en tant qu'équipier, avec Éric Tabarly, Eugène Riguidel, Florence Arthaud, Loïck Peyron notamment. Il participe à la Solitaire du Figaro à huit reprises et remporte l'épreuve en 1993,. Il est également vainqueur de la Transat BPE en 2003. Il a participé à la Coupe de l'America en 2002 et a battu le record New York-San Francisco sur le bateau Gitana 13 en 44 jours en 2008. Il a également battu le record de la route du Thé (Hong Kong - Londres) la même année, en 43 jours. 
En 2009, il intègre le pôle France La Rochelle pour former les coureurs solitaires à la stratégie. Entre 1994 et 2001, il a régulièrement été consultant pour de nombreuses radio (RMC, France Inter, France Info, RTL). Depuis 2016, il collabore au magazine Voiles et Voiliers.
Il est également routeur et météorologue pour le pôle course au large de Lorient.

### Palmarès
- 2008 : vainqueur de La Route du Thé avec Lionel Lemonchois sur Gitana 13
- 2006 : 2e de la Transat AG2R avec Lionel Lemonchois sur Atao Audio System[5]
- 2005 :
  - 17e de la Solitaire Afflelou Le Figaro
  - 10e du Trophée BPE
- 2004 :
  - 10e de la Solitaire Afflelou Le Figaro
  - 21e de la Generali Solo
  - 11e de la Transat AG2R avec Gildas Morvan
- 2003 :
  - Vainqueur du Trophée BPE avec Bertrand de Broc
  - Grands Prix sur Banque Covefi comme navigateur/tacticien
  - Vainqueur du Championnat de France
  - 2e du Spi Ouest-France
  - 3e du Tour de France à la voile
- 2002 : America's Cup avec le Défi Areva
- 2001 : 8e du Trophée BPE
- 2000 : 5e de la Transat AG2R avec Gilles Chiorri sur Flexipan
- 1997 : Vice-Champion de France de Course au Large
- 1996 : Transat AG2R 1996 : abandon
- 1994 :
  - 4e de la Transat AG2R avec Lionel Péan sur Overflots
  - 2e Sydney-Hobart
- 1993 :
  - Vainqueur de la Generali Solo
  - Vainqueur de la Solitaire du Figaro
  - Vice-Champion de France de Course au Large
- 1992 : 
  - Vainqueur de la Generali Solo
  - Champion de France de Course au Large en Solitaire
  - 5e de la Transat AG2R avec Jean Le Cam sur Mory
  - Grand Prix sur Fujicolor

### La Solitaire
- Abandon en 1985
- 13e en 1988
- 11e en 1990
- 10e en 1991
- Abandon en 1992
- 1er en 1993
- Abandon en 1994
- 10e en 2004

### Autres
- 4e de la quatrième Mini Transat en 1983
- Record de l’Atlantique sur William Saurin 1984
- 2e de la Transat Québec-Saint-Malo (équipage) en 1984
- Grand Prix sur Royal 1985
- Participation au Tour de l’Europe 1987, 1989
- Vainqueur de la Porquerolles Solo 1991, 1992, 1993
- Vice-Champion de France des Solitaires 1991
- 11 participations au Tour de France à La Voile dont 25 victoires d’étape